# マイケル・ストーパー

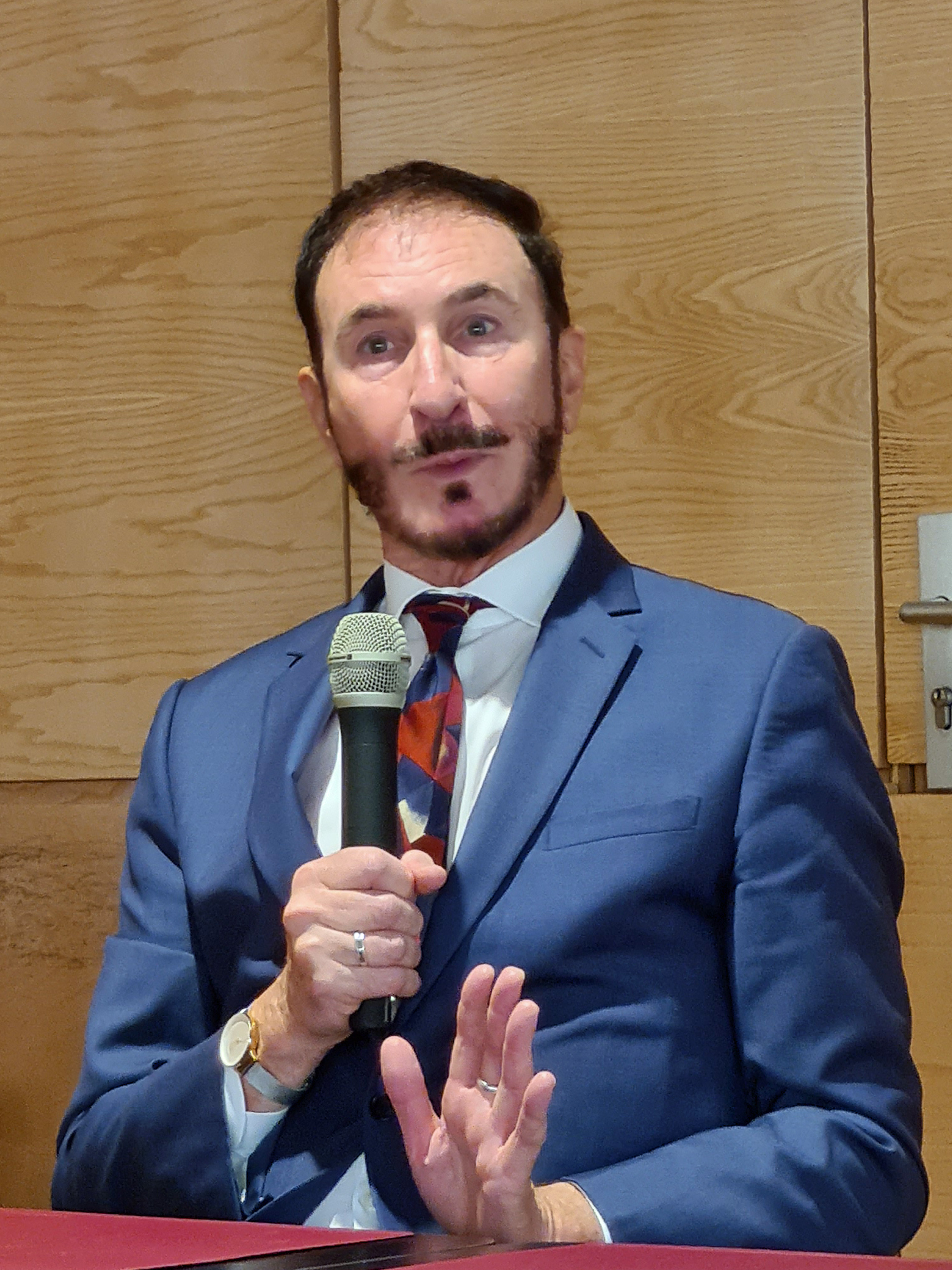
マイケル・ストーパー（2022年）

マイケル・ストーパー（Michael Storper）は、アメリカ合衆国の経済地理学者、カリフォルニア大学ロサンゼルス校 (UCLA) 教授。ロサンゼルスとパリに居を構え、UCLAのほか、パリ政治学院 (Sciences-Po) やロンドン・スクール・オブ・エコノミクスでも教えている。
ストーパーは、UCLAを拠点とする経済地理学者、都市地理学者などを中心とした、いわゆる「LA学派」のひとりであり、2016年現在、UCLAラスキン公共政策大学院の都市計画部門において、地域・国際開発分野の特別教授を務めている。
2014年には、トムソン・ロイターによって、「社会科学分野において最も頻繁に引用されてる最上位1%の著者として「世界で最も影響力のある科学者 (World’s Most Influential Scientific Minds)」のひとりに名前を挙げられた。彼はイギリス学士院のフェローであり、2016年には、王立地理学会 (RGS) から金メダル（創立者メダル）を授与された。

## おもな著書
- 1991 (with Richard Walker) The Capitalist Imperative: Territory, Technology and Industrial Growth, Wiley-Blackwell
- 1997 The Regional World: Territorial Development in a Global Economy, The Guilford Press
- 2013 Keys to the City: How Economics, Institutions, Social Interaction, and Politics Shape Development, Princeton University Press
- 2015 The Rise and Fall of Urban Economies: Lessons from San Francisco and Los Angeles, Stanford Business Books

## 関連文献
- Storper, Michael, ed (2004). “Technology, organization, territory. A biographical interview with Michael Storper”. Institutions, incentives and communication in economic geography. Hettner-Lecture 2003. Steiner. pp. 69–83. ISBN 3-515-08453-3
- Reimer, Suzanne (2010). “Michael Storper”. In Hubbard, Phil; Kitchin, Rob. Key Thinkers on Space and Place (2nd ed.). Sage. pp. 394–399. ISBN 978-1-84920-102-5